# Страсбургский собор

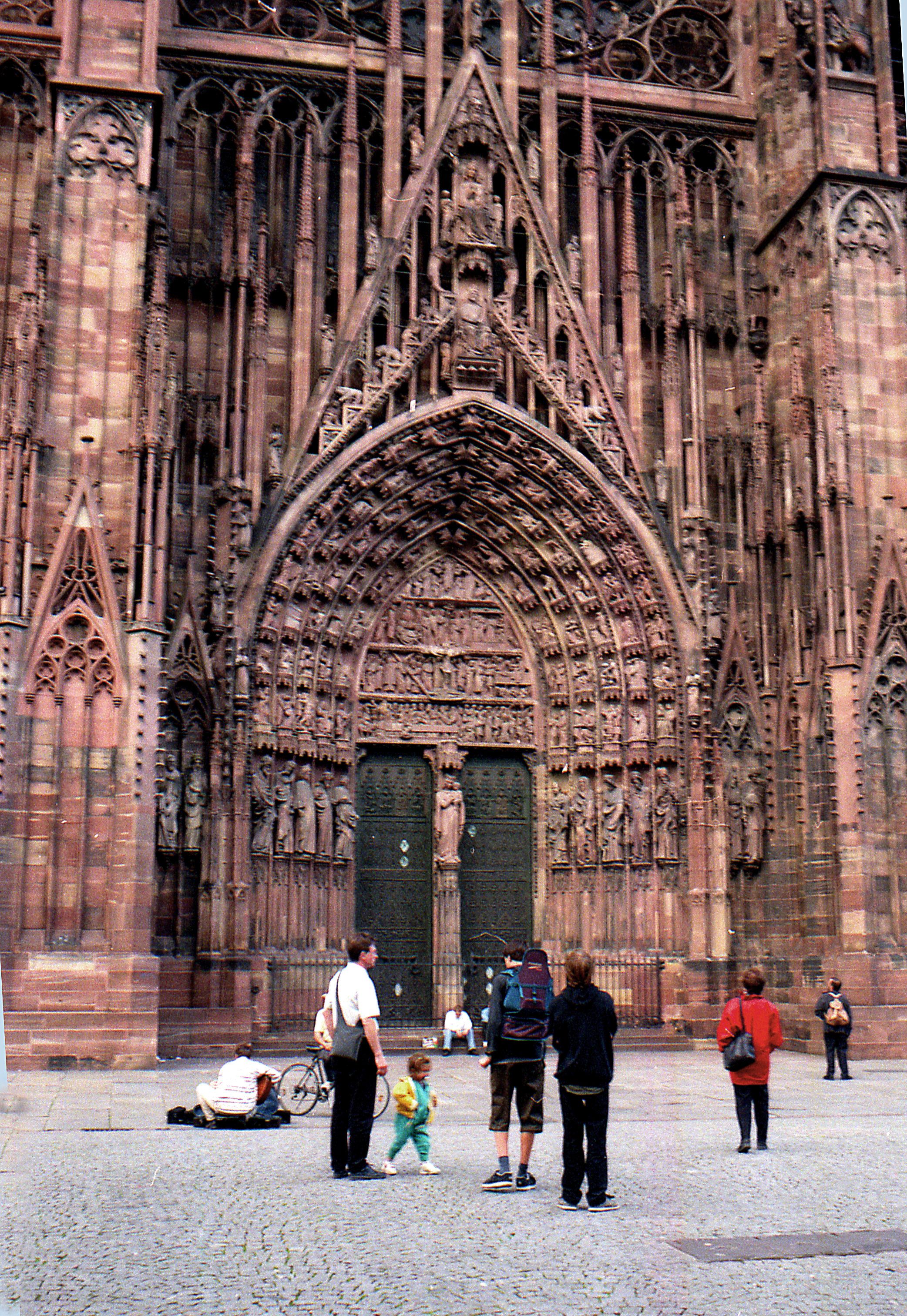
Портал собора

Страсбургский собор (фр. Cathédrale Notre-Dame de Strasbourg, нем. Straßburger Münster / Liebfrauenmünster zu Straßburg) — католический кафедральный собор во французском городе Страсбуре, бывший на протяжении более 200 лет самым высоким зданием мира. Принадлежит к крупнейшим соборам в истории европейской архитектуры и крупнейшим в мире постройкам из песчаника. Так же, как и город Страсбург, собор объединяет в себе немецкие и французские культурные влияния. С 1524 по 1681 год являлся лютеранским собором.

## Архитектура

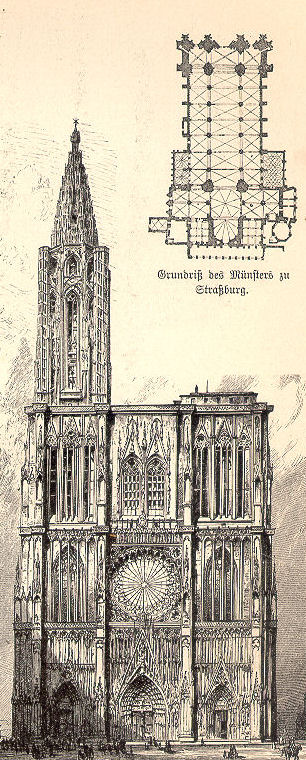
Изображение из «Pierers Universal-Lexikon», 1891

Здание построено из красного вогезского песчаника (фр. grès rouge des Vosges). Строительство началось в 1015 году, и в последующие века собор достраивался и изменял свой внешний вид. Восточные части собора, в том числе хор и южный портал, выполнены в романском стиле, а продольный неф и знаменитый, украшенный тысячами фигур, западный фасад являются шедеврами готической архитектуры.
Архитекторы, так же как и при возведении кёльнского собора, ориентировались на французскую соборную готику, что видно по двоению западных башен и, как следствие, широкому западному фасаду, а также продольному нефу в форме базилики, в отличие от немецких церквей с тремя нефами одинаковой высоты (нем. Hallenkirche). Среди главных строителей собора были Ульрих фон Энсинген (нем. Ulrich von Ensingen, ранее участвовал в создании Ульмского собора) и Эрвин фон Штайнбах (нем. Erwin von Steinbach).
Северная башня высотой в 142 м, ажурный ступенчатый шпиль которой полностью выполнен из песчаника по проекту кёльнского мастера Иоганна Хюльца (окончена в 1439 году), была вплоть до конца XIX века самым высоким сооружением, полностью выполненным из камня. Южная башня не была завершена, что придаёт собору известную асимметричную форму.
Площадь, на которой стоит собор, принадлежит к числу самых красивых городских площадей Европы. На ней расположен ряд фахверковых домов (до 4-5 этажей) в стиле алеманско-южнонемецкой (швабской) архитектуры. Характерным являются высокие крыши, в которых расположены несколько «наклонных» этажей (до четырёх). На северной стороне площади стоит известный фахверковый дом, искусно расписанный Дом Каммерцеля, построенный в XV веке (нем. Haus Kammerzell, фр. Maison Kammerzell).

## Астрономические часы

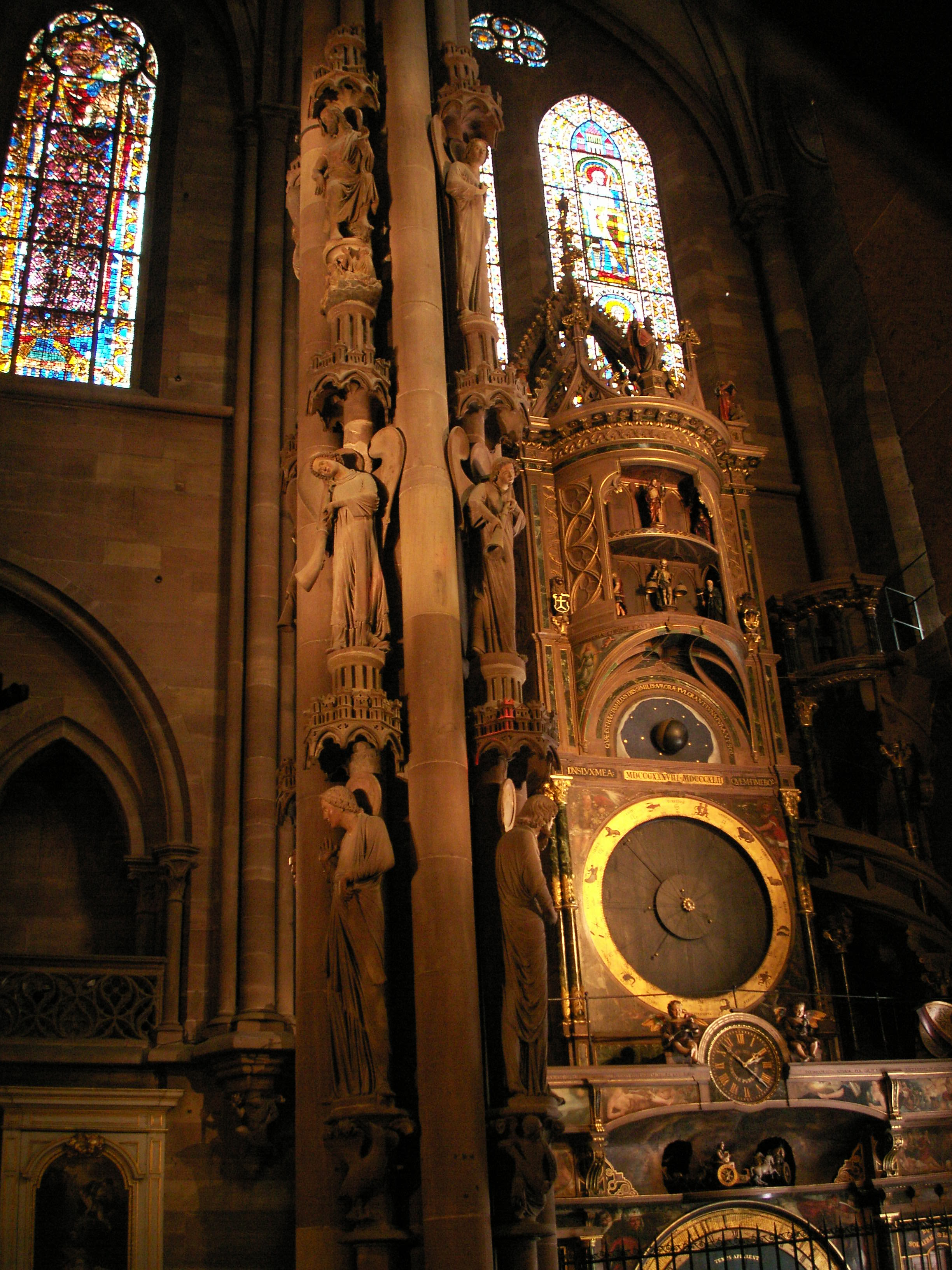
Астрономические часы

Одной из особых примечательностей являются астрономические часы. До них были часы, построенные в 1353 и 1574 годах, последние из которых работали до 1789 года и уже имели астрономические функции. В 1832 году был сконструирован уникальный механизм, показывающий орбиты Земли, Луны и известных тогда планет (от Меркурия до Сатурна). Особенностью часов является механизм, завершающий один полный оборот в новогоднюю ночь и вычисляющий точку отсчёта для тех праздников, даты которых меняются из года в год. Но самая медленно вращающаяся часть часов показывает прецессию земной оси — один оборот занимает 25.800 лет.
Часы приводятся в движение каждый день в 12:30, за исключением воскресений, когда идет служба.

## Представления
Каждое лето вечерами перед собором организуют представление: транслируются классические музыкальные произведения, а сам собор подсвечивается разными цветами в тон к музыке.